# Garnotia courtallensis
Garnotia courtallensis là một loài thực vật có hoa trong họ Hòa thảo. Loài này được (Arn. & Nees) Thwaites mô tả khoa học đầu tiên năm 1864.